# Luhe-Wildenau
 For alternative betydninger, se Luhe. (Se også artikler, som begynder med Luhe)
Luhe-Wildenau er en købstad (markt) i Landkreis Neustadt an der Waldnaab i Regierungsbezirk Oberpfalz i den tyske delstat Bayern.
Kommunen blev dannet i 1978 af købstaden Luhe og kommunerne Oberwildenau og Neudorf bei Luhe.

## Geografi
Kommunen ligger i Naabdalen, omgivet af udstrakte skove. I kommunens område forener floderne Waldnaab og Haidenaab ved Unterwildenau til Naab. Ved Luhe munder også Luhe i Naab. Naab er i nord-syd-retningen åben, mens den mod øst og vest indrammes af Oberpfälzer Walds bakkekæder. I Naabdalen går jernbanelinjen Regensburg-Hof, Bundesautobahn 93 og den tidligere Bundesstraße 15.

## Inddeling
I kommunen ligger ud over Luhe, landsbyerne
| - Forsthof - Gelpertsricht - Glaubenwies - Grünau - Luhe - Meisthof - Neudorf - Neumaierhof | - Oberwildenau - Ödhof - Schwanhof - Seibertshof - Sperlhammer - Unterwildenau - Haselhöhe |

Ved Waldnaab ligger en opstemning der tidligere producerede kraft til maskinarbejde. I Luhe ligger den første vandmølle ved Naab. Den såkaldte Naabmühle har været både en korn- og en savmølle. Nu bruges møllen udelukkende til strømproduktion.